# Bound for Glory 2015
Bound for Glory 2015 è stata l'undicesima edizione dell'omonimo pay-per-view di wrestling prodotto annualmente dalla Total Nonstop Action. L'evento si è svolto il 4 ottobre 2015 alla Cabarrus Arena di Concord (North Carolina).

## Evento
Nella stessa serata ha avuto luogo la cerimonia per l'inserimento dell'arbitro Earl Hebner nella TNA Hall of Fame.

## Risultati
| # | Match                                                                       | Stipulazione                                                                                       | Durata |
| - | --------------------------------------------------------------------------- | -------------------------------------------------------------------------------------------------- | ------ |
| 1 | Tigre Uno (c) ha sconfitto Andrew Everett, DJZ e Manik                      | Ultimate X match per il TNA X Division Championship                                                | 10:02  |
| 2 | Tyrus ha vinto eliminando per ultimo Mr. Anderson                           | Twelve-man gauntlet match                                                                          | 24:30  |
| 3 | Davey Richards e Eddie Edwards (c) hanno sconfitto Brian Myers e Trevor Lee | Tag team match per il TNA World Tag Team Championship                                              | 11:24  |
| 4 | Bobby Roode (c) ha sconfitto Lashley                                        | Single match per il TNA King of the Mountain Championship                                          | 14:17  |
| 5 | Gail Kim (c) ha sconfitto Awesome Kong                                      | Single match per il TNA Knockouts Championship                                                     | 10:05  |
| 6 | Kurt Angle ha sconfitto Eric Young per sottomissione                        | No disqualification match                                                                          | 13:10  |
| 7 | Matt Hardy ha sconfitto Drew Galloway e Ethan Carter III (c)                | Triple threat match per il TNA World Heavyweight Championship con Jeff Hardy come arbitro speciale | 20:04  |